# MiniDVD
miniDVD（ミニDVD）とは、コンパクトディスク（CD-R等）にDVD-Videoフォーマットのデータを記録する規格である。
DVDフォーラム等によって規定された正式な規格ではない。

## 規格
コンパクトディスクに映像を記録する規格にはビデオCDが存在するが、解像度がNTSCでは352×240ピクセル、PALでは352×288ピクセルと、一般のテレビ放送に比べて約25%程度と低いため、画質が劣化するのが難点であった。miniDVDはDVDよりも安価なメディアであるCDに、通常のテレビ画面(NTSCでは720×480ピクセル、PALでは720×576ピクセル）と同等の解像度を持つ映像も記録可能である。ただし、最大収録時間は転送レートを4Mbps程度とした場合、約15～20分となる。
MPEG-2を使用する同様の規格としてスーパービデオCDが存在するが、miniDVDはより高いビットレートで記録できる為（スーパービデオCDは上限2.6Mbps程度）、前述の通り再生時間は短くなるものの比較して高画質となる。DVD-Video再生対応のパソコンで再生可能だが、DVDプレーヤー等の家電機器では再生できない場合が多い。逆に対応を公表していない民生機器であっても、再生可能となっている場合がある。
主にパソコンにおける動画保存に利用されてきたが、DivXやWindows Media Videoなど圧縮率の高いコーデックや記録型DVDの普及により、2000年代前半にほぼ役割を終えた。一部のPC用アプリケーション（ライティングソフトなど）では、現在でもminiDVDの作成機能が含まれている事がある。